# Naturschutzgebiet Wannebachtal (Iserlohn)
Das Naturschutzgebiet Wannebachtal ist ein 8,4 ha großes Naturschutzgebiet (NSG) nordwestlich von Stübbeken im Stadtgebiet von Iserlohn im Märkischen Kreis in Nordrhein-Westfalen. Das Gebiet wurde 1997 vom Kreistag des Märkischen Kreises mit dem Landschaftsplan Nr. 4 Iserlohn ausgewiesen.

## Gebietsbeschreibung
Bei dem NSG handelt es sich um das Wannebachtal mit Quelle und Laubwald. Das Naturschutzgebiet reicht bis an die Stadtgrenze zu Hagen. Im Stadtgebiet von Hagen liegen zwei weitere Naturschutzgebiete am Wannebach: das Naturschutzgebiet Oberes Wannebachtal und das Naturschutzgebiet Unteres Wannebachtal.

## Schutzzweck
Das Naturschutzgebiet wurde zur Erhaltung und Entwicklung des Wannebachtals mit Quelle und Laubwald und als Lebensraum gefährdeter Tier- und Pflanzenarten ausgewiesen. Wie bei anderen Naturschutzgebieten in Deutschland wurde in der Schutzausweisung darauf hingewiesen, dass das Gebiet „wegen der landschaftlichen Schönheit und Einzigartigkeit“ zum Naturschutzgebiet wurde.